# Индрагири
Индрагири (остар. Индерагири) (на индонезийски: Indragiri) е река в Индонезия, в централната част на остров Суматра, вливаща се в протока Берхала на Южнокитайско море. Дължина – около 500 km. Река Индрагири води началото си на 858 m н.в. от северната част на планинската вулканична верига Барисан, простираща се покрай югозападното крайбрежие на острова. В най-горното си течение протича в широка и сравнително плитка планинска долина, а при град Талук излиза от планините и до устието си тече в източна посока през обширната и заблатена равнина на остров Суматра. Влива се чрез няколко ръкава в протока Берхала (отделя остров Суматра от архипелага Линга) на Южнокитайско море. Подхранването ѝ е предимно дъждовно и е пълноводна целогодишно. Минималният ѝ годишен отток е 1100 m³/s, максималният – 17 968 m³/s. Плавателна е на 150 km от устието за плитко газещи речни съдове.